# Yankee (serie de televisión)
Yankee es una serie web estadounidense de thriller psicológico grabada en México y escrita por Diego Enrique Osorno y Alo Valenzuela. La serie sigue a Malcom Moriarty (Pablo Lyle), un agente de bienes raíces estadounidense que huye a México para proteger a su familia de delincuentes con los que trabaja traficando diamantes. La serie se estrenó el 14 de junio de 2019 a través de Netflix sin previo aviso o publicidad, esto debido al juicio que afronta Lyle.

## Elenco
- Pablo Lyle como Malcom Moriarty
- Ana Layevska como Laura Wolf[1]
- Pamela Almanza como Phoebe Moriarty[1]
- Sebastián Ferrat como Carasucia[1]
- Leonardo Daniel[1]
- Javier Díaz Dueñas[1]
- Daniel Martínez[1]
- Roberto Blandón[1]
- Gabriela Zamora[1]
- Mauricio Pimentel[1]
- Eivaut Rischen[1]
- Julio Casado[1]

## Episodios
| N.º | Título                       | Dirigido por                    | Escrito por                           | Fecha de emisión original |
| --- | ---------------------------- | ------------------------------- | ------------------------------------- | ------------------------- |
| 1   | «El vuelo de Esquila»        | Carlos Carrera y Max Zunino     | Alo Valenzuela y Diego Enrique Osorno | 14 de junio de 2019       |
| 2   | «Aberraciones»               | Carlos Carrera y Max Zunino     | Alo Valenzuela y Diego Enrique Osorno | 14 de junio de 2019       |
| 3   | «Belice»                     | Carlos Carrera y Max Zunino     | Alo Valenzuela y César Gándara        | 14 de junio de 2019       |
| 4   | «La hora mágica»             | Carlos Carrera y Max Zunino     | Alexandro Aldrete y Alo Valenzuela    | 14 de junio de 2019       |
| 5   | «Las águilas»                | Carlos Carrera y Max Zunino     | Alo Valenzuela y Diego Enrique Osorno | 14 de junio de 2019       |
| 6   | «110.6666700»                | Carlos Carrera y Max Zunino     | Alo Valenzuela y César Gándara        | 14 de junio de 2019       |
| 7   | «Penélope en Puerto Peñasco» | Carlos Carrera y Max Zunino     | Alo Valenzuela y Diego Enrique Osorno | 14 de junio de 2019       |
| 8   | «Cowboy de mediodía»         | Carlos Carrera y Max Zunino     | Alexandro Aldrete y Alo Valenzuela    | 14 de junio de 2019       |
| 9   | «Operación Serpiente»        | Carlos Carrera y Max Zunino     | Alexandro Aldrete y Alo Valenzuela    | 14 de junio de 2019       |
| 10  | «Pájaros nalgones»           | Carlos Carrera y Raúl Caballero | Alo Valenzuela y Diego Enrique Osorno | 14 de junio de 2019       |
| 11  | «Mr. Lucky»                  | Carlos Carrera y Max Zunino     | Alo Valenzuela y César Gándara        | 14 de junio de 2019       |
| 12  | «Pichones»                   | Carlos Carrera y Max Zunino     | Alo Valenzuela y César Gándara        | 14 de junio de 2019       |